# Petra Mandula
Petra Mandula (Budapeste, 17 de janeiro de 1978) é uma ex-tenista profissional húngara.